# Passo del Bracco
Il passo del Bracco è un valico posto a 615 m s.l.m. sulla Strada Statale Aurelia (SS1) situato in provincia della Spezia.

## Storia
Territorio frequentato dalle antiche popolazioni Liguri e anche in epoca romana, tra i percorsi del Levante ligure il passo è importante perché consente il transito tra La Spezia e le Cinque Terre verso il Tigullio e Genova stessa. 
La natura impervia del territorio dissuase i romani dal costruirvi un vero collegamento stradale in alternativa alla navigazione costiera cosicché per lunghi secoli rimase percorribile solo con strette mulattiere.
Per la sua importanza la zona è fortificato dai bizantini nell'ambito della Provincia Maritima Italorum con capitale a Genova.
Nel 643 il re longobardo Rotari arriva a conquistare il Levante ligure, devasta la vicina Portovenere ed espugna le fortezze bizantine attestate a difesa del passo del Bracco.
Alla caduta del regno longobardo, nell'VIII secolo la zona passa sotto il dominio Franco.

Nel X secolo il territorio del Bracco fa parte della Marca Obertenga e viene governato da vassalli locali.

Spodestate le Signorie locali, nel XIII secolo la zona diventa definitivamente dominio della Repubblica di Genova.
Nel XVI secolo l'impervia e disabitata zona è infestata da briganti a danno dei viaggiatori.
Nel luglio 1809 attraverso il passo transita il convoglio che conduce a Savona il papa Pio VII, prigioniero di Napoleone.
Da sempre il percorso era stato disagevole e un vero collegamento stradale è finalmente aperto solo nel 1823, per volere di re Carlo Felice, ponendo così fine al secolare isolamento della provincia spezzina verso Genova. Viene così terminato questo tratto della carrozzabile Aurelia.
Diretto a Firenze nel 1827 per la correzione de I promessi sposi, Manzoni transita con tutta la famiglia (la madre Giulia, la moglie Enrichetta, sei figli e cinque persone di servizio). Per la madre del Manzoni, che aveva la fobia dei precipizi, il viaggio era stato una continua ansia, ma la famiglia poté poi riposarsi in un albergo alla Spezia.
Nel 1838, salendo da Sestri Levante, vi transita lo scrittore William Henry Giles Kingston che descrive la difficoltà del viaggio per il pericolo di frane.
Nell'ultimo quarto del XX secolo Domenico Staglieno, generale del Genio, è incaricato dell'ulteriore realizzazione dell'ampio reticolo di strade tra il passo del Bracco e i luoghi costieri di Bonassola, Deiva Marina e Levanto.
Nell'immediato ultimo dopoguerra il transito del passo era reso insicuro da bande di malviventi.
La costruzione dell'autostrada A12 ha molto ridotto il traffico sul passo del Bracco.